# 海屋 (弥富市)
海屋（かいおく）は、愛知県弥富市の地名。

## 地理
旧十四山村東端部に位置する。東は名古屋市港区、西は竹田・亀ヶ地、南は神戸・飛島村、北は蟹江町に接する。

## 歴史

### 人口の変遷
国勢調査による人口および世帯数の推移。
| 1995年（平成7年）  | 24世帯 83人 |  |
| 2000年（平成12年） | 25世帯 75人 |  |
| 2005年（平成17年） | 24世帯 73人 |  |
| 2010年（平成22年） | 30世帯 80人 |  |
| 2015年（平成27年） | 22世帯 60人 |  |

### 沿革
- 1741年（元文6年） - 広谷由右衛門により築堤[2]。
- 1747年（延享4年） - 竹田新田の庄右衛門により開墾[2]。
- 1878年（明治11年） - 潤屋新田を編入[2]。
- 1889年（明治22年） - 合併に伴い、十四山村大字海屋新田となる[2]。
- 2006年（平成18年）4月1日 - 合併に伴い、十四山村大字海屋新田字イの割を海屋一丁目、字ロの割を海屋二丁目、字ハの割を海屋三丁目、字道南を海屋町道南、字イノ割を海屋町イノ割、字ロノ割を海屋町ロノ割、字ニノ割を海屋町ニノ割にそれぞれ改称[WEB 10]。

## 交通
- 愛知県道66号蟹江飛島線[1]

## 施設
- 神明社[1]

### WEB
1. ↑  “愛知県弥富市の町丁・字一覧”.   人口統計ラボ. 2022年12月12日閲覧。
2. ↑  総務省統計局 (2017年1月27日). “平成27年国勢調査の調査結果(e-Stat) - 男女別人口及び世帯数 －町丁・字等” (CSV). 2021年7月21日閲覧。
3. ↑  “愛知県弥富市の郵便番号一覧”.   日本郵便. 2022年12月12日閲覧。
4. ↑  “市外局番の一覧” (PDF).   総務省 (2022年3月1日). 2022年3月22日閲覧。
5. ↑  総務省統計局 (2014年3月28日). “平成7年国勢調査の調査結果(e-Stat) - 男女別人口及び世帯数 －町丁・字等” (CSV). 2021年7月20日閲覧。
6. ↑  総務省統計局 (2014年5月30日). “平成12年国勢調査の調査結果(e-Stat) - 男女別人口及び世帯数 －町丁・字等” (CSV). 2021年7月20日閲覧。
7. ↑  総務省統計局 (2014年6月27日). “平成17年国勢調査の調査結果(e-Stat) - 男女別人口及び世帯数 －町丁・字等” (CSV). 2021年7月21日閲覧。
8. ↑  総務省統計局 (2012年1月20日). “平成22年国勢調査の調査結果(e-Stat) - 男女別人口及び世帯数 －町丁・字等” (CSV). 2021年7月21日閲覧。
9. ↑  総務省統計局 (2017年1月27日). “平成27年国勢調査の調査結果(e-Stat) - 男女別人口及び世帯数 －町丁・字等” (CSV). 2021年7月21日閲覧。
10. ↑  弥富市役所 総務部 総務課 行政グループ (2015年2月19日). “弥富市住所一覧  旧十四山村” (pdf).   弥富市. 2015年4月3日時点のオリジナルよりアーカイブ。2022年12月28日閲覧。

### 書籍
1. 1 2 3 4  「角川日本地名大辞典」編纂委員会 1989, p. 1880.
2. 1 2 3 4  「角川日本地名大辞典」編纂委員会 1989, p. 354.